# پاملا بلوود
 پاملا بلوود (انگلیسی: Pamela Bellwood؛ زادهٔ ۲۶ ژوئن ۱۹۵۱) یک هنرپیشه اهل ایالات متحده آمریکا است.
از فیلم‌ها یا مجموعه‌های تلویزیونی که وی در آن‌ها نقش داشته است می‌توان به دودمان اشاره نمود.